# Ambonus elaphidionoides
Ambonus elaphidionoides är en skalbaggsart som först beskrevs av Fuchs 1961.  Ambonus elaphidionoides ingår i släktet Ambonus och familjen långhorningar. Inga underarter finns listade i Catalogue of Life.